# Вулай
Вулай (також Île Wulei, Île Woulei) — невеликий заселений острів у провінції Малампа Вануату в Тихому океані.  Входить до складу архіпелагу Маскелінські острови.  Острів також відомий як острів Харпера. 

## Географія
Вулаї знаходиться біля південно-східного узбережжя острова Малекула, другого за величиною острова в країні Вануату. Орієнтовна висота місцевості над рівнем моря 9 метрів. 